# Liste der Naturschutzgebiete im Landkreis Schwäbisch Hall
Im Landkreis Schwäbisch Hall gibt es 18 Naturschutzgebiete. Für die Ausweisung von Naturschutzgebieten ist das Regierungspräsidium Stuttgart zuständig. Nach der Schutzgebietsstatistik der Landesanstalt für Umwelt, Messungen und Naturschutz Baden-Württemberg (LUBW) stehen im Kreis 1372,71 Hektar unter Naturschutz, das sind 0,92 Prozent der Kreisfläche.

## Naturschutzgebiete im Landkreis Schwäbisch Hall
| Name                                                                                             | Bild | Kennung               | Einzelheiten | Position | Fläche Hektar | Datum         |
| ------------------------------------------------------------------------------------------------ | ---- | --------------------- | --- | -------- | ------------- | ------------- |
| Reußenberg                                                                                       |      | 1.001 WDPA: 82398     | Crailsheim Gipsdolinenlandschaft mit Weihern, Verlandungsgesellschaften, Schwingrasen, Erlenbruch- und Eichen-Hainbuchen-Wäldern. | ⊙        | 184,1         | 23. Dez. 1975 |
| Reiherhalde Morstein                                                                             | BW   | 1.006 WDPA: 82386     | Gerabronn Ehemalige Reiherkolonie, die sich urkundlich über mehr als 500 Jahre verfolgen lässt. | ⊙        | 7,5           | 19. Feb. 1938 |
| Kupfermoor                                                                                       |      | 1.018 WDPA: 164302    | Untermünkheim Das einzige größere Moor am Fuß der Waldenburger Berge (Schwäbisch-Fränkische Waldberge); wichtiges Bindeglied zwischen den oberschwäbischen Mooren, den Schwarzwaldmooren und den Mooren Mitteldeutschlands; Dokument der Waldgeschichte. | ⊙        | 3,7           | 18. Apr. 1967 |
| Ahorn-Lindenwald                                                                                 |      | 1.026 WDPA: 81255     | Ilshofen Ahorn-Linden-Hangwald im Jagsttal. | ⊙        | 7,2           | 14. Nov. 1969 |
| Reiherhalde bei Bächlingen                                                                       | BW   | 1.047 WDPA: 82385     | Langenburg Reiherkolonie am Oststeilhang des Jagsttales. | ⊙        | 86,1          | 7. März 1974  |
| Feuchtfläche bei der Buchmühle                                                                   | BW   | 1.088 WDPA: 81657     | Fichtenau, Stimpfach Feuchtfläche in der Aue eines landschaftlich reizvollen, naturnahen Seitentales der oberen Jagst. | ⊙        | 4,5           | 31. März 1981 |
| Grimmbachmündung                                                                                 | BW   | 1.096 WDPA: 81758     | Braunsbach Demonstrationsobjekt für die geomorphologischen Zusammenhänge einer Flußdynamik sowie einer besonders artenreichen Flora und Fauna. | ⊙        | 8,3           | 5. Jan. 1982  |
| Schlucht des Großen Wimbachs                                                                     | BW   | 1.102 WDPA: 82532     | Sulzbach-Laufen, Gschwend Aus naturkundlicher Sicht überaus wertvolle Schlucht im Keuperbergland mit naturnaher Schluchtwaldvegetation. | ⊙        | 3,3           | 1. Juli 1982  |
| Bärenwirtshalde-Steinklinge                                                                      |      | 1.109 WDPA: 81362     | Sulzbach-Laufen Zwei naturnahe Waldbereiche mit einer seltenen, standorttypischen Flora und Fauna. | ⊙        | 5,2           | 15. Nov. 1982 |
| Crailsheimer Eichwald                                                                            |      | 1.112 WDPA: 81499     | Crailsheim Hudewald mit Weidebuchen und mächtigen Einzeleichen. | ⊙        | 6,3           | 16. Feb. 1983 |
| Unteres Bühlertal                                                                                |      | 1.136 WDPA: 166016    | Braunsbach, Ilshofen, Obersontheim, Schwäbisch Hall Eines der schönsten Täler Baden-Württembergs mit überdurchschnittlicher ökologischer Ausstattung und Artenvielfalt des Flusses und seines Talraumes mit artenreichen Laubwäldern, Magerrasen und der noch als Grünland genutzten Talaue. | ⊙        | 280,2         | 13. Juni 1985 |
| Gipsbruch Kirchbühl                                                                              |      | 1.138 WDPA: 163251    | Ilshofen, Vellberg Sekundärbiotop mit reichhaltigen Lebensstätten für zahlreiche geschützte und vom Aussterben bedrohte Pflanzen- und Tierarten. | ⊙        | 8,4           | 3. Okt. 1985  |
| Oberrimbacher Erdfälle                                                                           |      | 1.139 WDPA: 164901    | Schrozberg, Creglingen, Niederstetten Erdgeschichtlich bedeutsames Gebiet mit über 100 Dolinen. | ⊙        | 71,6          | 6. Nov. 1985  |
| Kalksklinge                                                                                      | BW   | 1.145 WDPA: 163993    | Mainhardt Natürliche Klinge im Keuper mit für diesen Landschaftsteil sehr ungewöhnlichen Kalktuffelsen mit einer speziellen Lebensgemeinschaft von Pflanzen. Waldbestand mit Rotbuchen, Eschen und einzelnen Bergulmen; Schluchtwaldcharakter; z. T. Schonwald (LWaldG § 32). | ⊙        | 6,1           | 17. Nov. 1986 |
| Wacholderberg-Geigerswasen                                                                       |      | 1.206 WDPA: 166105    | Crailsheim Landschaftlich reizvoller Gipskeuperstufenrand mit, durch kulturhistorisch bedeutsamer Nutzung entstandener (Schafbeweidung) Wacholderheide; vielfältige Lebensräume, wie offene, karge Heideflächen, lockere Baumbestände, kleines Feuchtgebiet samt Bachaue und Bachgehölze. | ⊙        | 30,8          | 15. März 1995 |
| Hammersbachtal nordöstlich von Westgartshausen                                                   |      | 1.207 WDPA: 163515    | Crailsheim Landschaftlich reizvolles Tal, das mit seinem feuchten Talgrund mit typischer Feucht- und Auevegetation in ökologisch und landschaftlich wertvollem Gegensatz zu den trockenen Heidegebieten an den Hängen steht; Erlenbruchwälder im Auebereich, Großseggenriede, kulturhistorisch bedeutsame, durch Schafbeweidung entstandene heideähnliche Talhänge. | ⊙        | 15,4          | 15. März 1995 |
| Kochertal zwischen Westheim und Steinbach einschließlich Klingenbach sowie Geiß- und Eselsklinge |      | 1.218 WDPA: 555521752 | Michelbach an der Bilz, Schwäbisch Hall, Rosengarten Offene, reizvolle, zumeist landwirtschaftlich genutzte Talaue mit vielfältiger Flora und Fauna, lokal bedeutsames Brut- und Rastgebiet gefährdeter und geschützter Vogelarten; oft sehr steile, zumeist bewaldete Taleinhänge und Klingen mit z. T. sehr seltenen, schutzbedürftigen Arten; die Rückführung von landwirtschaftlich genutzten Ackerflächen in der Talaue des Kochers in Grünland und der Umbau nicht standortgerechter Nadelbaumbestände in naturnahe, standortgerechte Laubmischwälder werden angestrebt. | ⊙        | 225,8         | 31. Juli 1996 |
| Jagsttal mit Seitentälern zwischen Crailsheim und Kirchberg                                      |      | 1.256 WDPA: 318611    | Crailsheim, Kirchberg an der Jagst, Satteldorf | ⊙        | 492,2         | 14. Jan. 2003 |
| Legende für Naturschutzgebiet                                                                    |      |                       | |          |               |               |